# Stasin (Wyszków)
Pour les articles homonymes, voir Stasin.
Stasin (prononciation : [ˈstaɕin]) est un village polonais de la gmina de Długosiodło dans le powiat de Wyszków de la voïvodie de Mazovie dans le centre-est de la Pologne.
Il se situe à environ 5 kilomètres à l'ouest de Długosiodło (siège de la gmina), 18 kilomètres au nord de Wyszków (siège du powiat) et à 69 kilomètres au nord-est de Varsovie (capitale de la Pologne).

## Histoire
De 1975 à 1998, il faisait partie du territoire de la Voïvodie d'Ostrołęka